# Gran Premio motociclistico del Portogallo 2011
Il Gran Premio motociclistico del Portogallo 2011 che si è corso il 1º maggio, è il terzo Gran Premio della stagione 2011. La gara si è disputata sul circuito di Estoril.

## Prove e Qualifiche

### Classe 125
Le tre sessioni di prove libere ha visto Nicolás Terol (Aprilia) come il più veloce. La pole position è andata allo stesso Terol. Risultati dopo le qualifiche:
- 1 =  Nicolás Terol - Aprilia 1:46.556
- 2 =  Sandro Cortese - Aprilia 1:47.270
- 3 =  Miguel Oliveira - Aprilia 1:47.405

### Moto2
Le prime due sessioni di prove sono andate a Yūki Takahashi (Moriwaki), la terza a Thomas Lüthi (Suter).
La pole position è andata a Stefan Bradl (Kalex).
Risultati dopo le qualifiche:
- 1 =  Stefan Bradl - Kalex 1:41.591
- 2 =  Thomas Lüthi - Suter 1:41.754
- 3 =  Julián Simón - Suter 1:41.905

### Moto GP

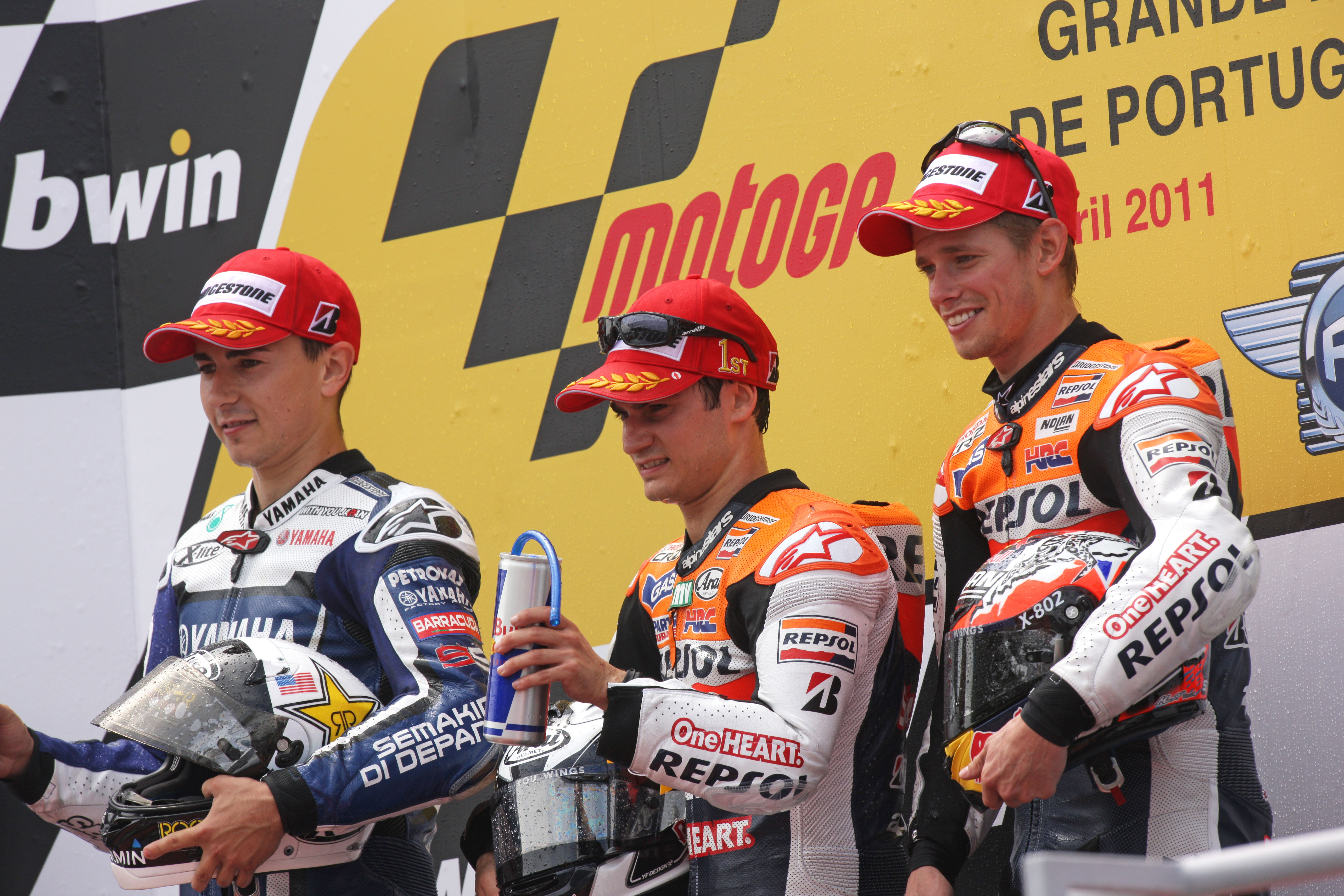
Lorenzo, Pedrosa e Stoner sul palco di premiazione del podio, dopo aver concluso rispettivamente al secondo, primo e terzo posto la gara della classe MotoGP

Nella prima sessione di prove il miglior tempo è di Marco Simoncelli su Honda (1:38.032), seguito dai compagni di marca Casey Stoner e Daniel Pedrosa. Nella seconda sessione il migliore è ancora Simoncelli (1:37.663) seguito da Jorge Lorenzo (Yamaha) e Pedrosa. Nella terza sessione sul bagnato davanti troviamo invece Loris Capirossi su Ducati (1:44.515), seguito da Lorenzo e da Nicky Hayden (Ducati). La Pole Position è andata a Jorge Lorenzo (Yamaha) con il tempo di 1:37.161.
| Pos | Nº | Pilota           | Team                          | Tempo    |
| --- | -- | ---------------- | ----------------------------- | -------- |
| 1   | 1  | Jorge Lorenzo    | Yamaha Factory Racing-Yamaha  | 1:37.161 |
| 2   | 58 | Marco Simoncelli | San Carlo Honda Gresini-Honda | 1:37.294 |
| 3   | 26 | Dani Pedrosa     | Repsol Honda Team-HRC         | 1:37.324 |
| 4   | 27 | Casey Stoner     | Repsol Honda Team-HRC         | 1:37.384 |
| 5   | 11 | Ben Spies        | Yamaha Factory Racing-Yamaha  | 1:37.866 |
| 6   | 4  | Andrea Dovizioso | Repsol Honda Team-HRC         | 1:38.073 |
| 7   | 5  | Colin Edwards    | Monster Yamaha Tech 3-Yamaha  | 1:38.080 |
| 8   | 35 | Cal Crutchlow    | Monster Yamaha Tech 3-Yamaha  | 1:38.189 |
| 9   | 46 | Valentino Rossi  | Ducati Team-Ducati            | 1:38.271 |
| 10  | 8  | Héctor Barberá   | Mapfre Aspar Team-Ducati      | 1:38.363 |
| 11  | 7  | Hiroshi Aoyama   | San Carlo Honda Gresini-Honda | 1:38.497 |
| 12  | 17 | Karel Abraham    | Cardion AB Motoracing-Ducati  | 1:38.786 |
| 13  | 69 | Nicky Hayden     | Ducati Team-Ducati            | 1:38.922 |
| 14  | 65 | Loris Capirossi  | Pramac Racing-Ducati          | 1:38.934 |
| 15  | 19 | Álvaro Bautista  | Rizla Suzuki MotoGP-Suzuki    | 1:39.172 |
| 16  | 14 | Randy de Puniet  | Pramac Racing Team-Ducati     | 1:39.378 |
| 17  | 24 | Toni Elías       | LCR Honda MotoGP-Honda        | 1:39.894 |

## Gara

### MotoGP

#### Arrivati al traguardo
| Pos | Nº | Pilota           | Squadra                 | Motocicletta | Giri | Tempo     | Griglia | Punti |
| --- | -- | ---------------- | ----------------------- | ------------ | ---- | --------- | ------- | ----- |
| 1   | 26 | Daniel Pedrosa   | Repsol Honda            | Honda        | 28   | 45:51.483 | 3       | 25    |
| 2   | 1  | Jorge Lorenzo    | Yamaha Factory Racing   | Yamaha       | 28   | +3.051    | 1       | 20    |
| 3   | 27 | Casey Stoner     | Repsol Honda            | Honda        | 28   | +7.658    | 4       | 16    |
| 4   | 4  | Andrea Dovizioso | Repsol Honda            | Honda        | 28   | +16.530   | 6       | 13    |
| 5   | 46 | Valentino Rossi  | Ducati Team             | Ducati       | 28   | +16.555   | 9       | 11    |
| 6   | 5  | Colin Edwards    | Monster Yamaha Tech 3   | Yamaha       | 28   | +32.575   | 7       | 10    |
| 7   | 7  | Hiroshi Aoyama   | San Carlo Honda Gresini | Honda        | 28   | +38.749   | 11      | 9     |
| 8   | 35 | Cal Crutchlow    | Monster Yamaha Tech 3   | Yamaha       | 28   | +40.912   | 8       | 8     |
| 9   | 69 | Nicky Hayden     | Ducati Team             | Ducati       | 28   | +54.887   | 13      | 7     |
| 10  | 14 | Randy de Puniet  | Pramac Racing           | Ducati       | 28   | +59.697   | 16      | 6     |
| 11  | 24 | Toni Elías       | LCR Honda               | Honda        | 28   | +1:00.374 | 17      | 5     |
| 12  | 65 | Loris Capirossi  | Pramac Racing           | Ducati       | 28   | +1:01.793 | 14      | 4     |
| 13  | 19 | Álvaro Bautista  | Rizla Suzuki            | Suzuki       | 28   | +1:24.370 | 15      | 3     |

#### Ritirati
| Nº | Pilota           | Squadra                 | Motocicletta | Giri | Griglia |
| -- | ---------------- | ----------------------- | ------------ | ---- | ------- |
| 11 | Ben Spies        | Yamaha Factory Racing   | Yamaha       | 12   | 5       |
| 17 | Karel Abraham    | Cardion AB Motoracing   | Ducati       | 1    | 12      |
| 58 | Marco Simoncelli | San Carlo Honda Gresini | Honda        | 0    | 2       |
| 8  | Héctor Barberá   | Mapfre Aspar            | Ducati       | 0    | 10      |

### Moto2
In questa classe viene assegnata una seconda wildcard per Steven Odendaal, che aveva preso parte anche al Gran Premio di Spagna.

#### Arrivati al traguardo
| Pos | Nº | Pilota             | Squadra                           | Motocicletta | Giri | Tempo     | Griglia | Punti |
| --- | -- | ------------------ | --------------------------------- | ------------ | ---- | --------- | ------- | ----- |
| 1   | 65 | Stefan Bradl       | Viessmann Kiefer Racing           | Kalex        | 26   | 44:40.765 | 1       | 25    |
| 2   | 60 | Julián Simón       | Mapfre Aspar                      | Suter        | 26   | +0.147    | 3       | 20    |
| 3   | 72 | Yūki Takahashi     | Gresini Racing                    | Moriwaki     | 26   | +6.188    | 7       | 16    |
| 4   | 77 | Dominique Aegerter | Technomag-CIP                     | Suter        | 26   | +16.822   | 5       | 13    |
| 5   | 3  | Simone Corsi       | Ioda Racing Project               | FTR          | 26   | +17.076   | 17      | 11    |
| 6   | 44 | Pol Espargaró      | HP Tuenti Speed Up                | FTR          | 26   | +25.956   | 10      | 10    |
| 7   | 4  | Randy Krummenacher | GP Team Switzerland Kiefer Racing | Kalex        | 26   | +26.102   | 25      | 9     |
| 8   | 25 | Alex Baldolini     | NGM Forward Racing                | Suter        | 26   | +26.333   | 12      | 8     |
| 9   | 63 | Mike Di Meglio     | Tech 3 Racing                     | Tech 3       | 26   | +26.636   | 26      | 7     |
| 10  | 34 | Esteve Rabat       | Blusens-STX                       | FTR          | 26   | +29.077   | 23      | 6     |
| 11  | 71 | Claudio Corti      | Italtrans Racing                  | Suter        | 26   | +39.637   | 30      | 5     |
| 12  | 15 | Alex De Angelis    | JIR Moto2                         | MotoBi       | 26   | +39.913   | 28      | 4     |
| 13  | 29 | Andrea Iannone     | Speed Master                      | Suter        | 26   | +42.466   | 14      | 3     |
| 14  | 88 | Ricard Cardús      | QMMF Racing                       | Moriwaki     | 26   | +47.382   | 20      | 2     |
| 15  | 80 | Axel Pons          | Pons HP 40                        | Pons Kalex   | 26   | +47.406   | 16      | 1     |
| 16  | 35 | Raffaele De Rosa   | Desguaces La Torre G22            | Moriwaki     | 26   | +48.025   | 18      |       |
| 17  | 9  | Kenny Noyes        | Avintia-STX                       | FTR          | 26   | +52.538   | 27      |       |
| 18  | 68 | Yonny Hernández    | Blusens-STX                       | FTR          | 26   | +53.478   | 33      |       |
| 19  | 21 | Javier Forés       | Mapfre Aspar                      | Suter        | 26   | +53.938   | 31      |       |
| 20  | 75 | Mattia Pasini      | Ioda Racing Project               | FTR          | 26   | +56.089   | 19      |       |
| 21  | 93 | Marc Márquez       | CatalunyaCaixa Repsol             | Suter        | 26   | +1:04.697 | 4       |       |
| 22  | 51 | Michele Pirro      | Gresini Racing                    | Moriwaki     | 26   | +1:04.890 | 6       |       |
| 23  | 39 | Robertino Pietri   | Italtrans Racing                  | Suter        | 26   | +1:17.101 | 35      |       |
| 24  | 64 | Santiago Hernández | SAG Team                          | FTR          | 26   | +1:18.110 | 34      |       |
| 25  | 45 | Scott Redding      | Marc VDS Racing                   | Suter        | 26   | +1:26.190 | 13      |       |
| 26  | 19 | Xavier Siméon      | Tech 3 B                          | Tech 3       | 26   | +1:27.600 | 21      |       |
| 27  | 13 | Anthony West       | MZ Racing                         | MZ-RE Honda  | 26   | +1:36.540 | 29      |       |
| 28  | 95 | Mashel Al Naimi    | QMMF Racing                       | Moriwaki     | 25   | +1 giro   | 36      |       |
| 29  | 38 | Bradley Smith      | Tech 3 Racing                     | Tech 3       | 24   | +2 giri   | 15      |       |

#### Ritirati
| Nº | Pilota              | Squadra               | Motocicletta | Giri | Griglia |
| -- | ------------------- | --------------------- | ------------ | ---- | ------- |
| 53 | Valentin Debise     | Speed Up              | FTR          | 23   | 32      |
| 14 | Ratthapark Wilairot | Thai Honda Singha SAG | FTR          | 21   | 24      |
| 36 | Mika Kallio         | Marc VDS Racing       | Suter        | 18   | 22      |
| 40 | Aleix Espargaró     | Pons HP 40            | Pons Kalex   | 18   | 11      |
| 54 | Kenan Sofuoğlu      | Technomag-CIP         | Suter        | 17   | 8       |
| 16 | Jules Cluzel        | NGM Forward Racing    | Suter        | 11   | 9       |
| 97 | Steven Odendaal     | MS Racing             | Suter        | 7    | 37      |
| 12 | Thomas Lüthi        | Interwetten Paddock   | Suter        | 4    | 2       |

#### Non partiti
| Nº | Pilota          | Squadra              | Motocicletta |
| -- | --------------- | -------------------- | ------------ |
| 49 | Kev Coghlan     | Aeroport de Castello | FTR          |
| 76 | Max Neukirchner | MZ Racing            | MZ-RE Honda  |

#### Non qualificato
| Nº | Pilota         | Squadra                | Motocicletta |
| -- | -------------- | ---------------------- | ------------ |
| 99 | Łukasz Wargala | Desguaces La Torre G22 | Moriwaki     |

### Classe 125
In questa classe corre una wildcard, Kevin Hanus (Honda), che era già presente nel Gran Premio precedente; l'ungherese Péter Sebestyén sostituisce il tedesco Daniel Kartheininger nel team Caretta Technology (KTM).

#### Arrivati al traguardo
| Pos | Nº | Pilota              | Squadra                        | Motocicletta | Giri | Tempo     | Griglia | Punti |
| --- | -- | ------------------- | ------------------------------ | ------------ | ---- | --------- | ------- | ----- |
| 1   | 18 | Nicolás Terol       | Bankia Aspar                   | Aprilia      | 23   | 41:21.986 | 1       | 25    |
| 2   | 11 | Sandro Cortese      | Intact-Racing Team Germany     | Aprilia      | 23   | +3.671    | 2       | 20    |
| 3   | 5  | Johann Zarco        | Avant-AirAsia-Ajo              | Derbi        | 23   | +4.466    | 6       | 16    |
| 4   | 25 | Maverick Viñales    | Blusens by Paris Hilton Racing | Aprilia      | 23   | +4.468    | 11      | 13    |
| 5   | 94 | Jonas Folger        | Red Bull Ajo MotorSport        | Aprilia      | 23   | +12.140   | 8       | 11    |
| 6   | 7  | Efrén Vázquez       | Avant-AirAsia-Ajo              | Derbi        | 23   | +20.304   | 9       | 10    |
| 7   | 44 | Miguel Oliveira     | Andalucia Banca Civica         | Aprilia      | 23   | +25.905   | 3       | 9     |
| 8   | 39 | Luis Salom          | RW Racing GP                   | Aprilia      | 23   | +46.316   | 7       | 8     |
| 9   | 26 | Adrián Martín       | Bankia Aspar                   | Aprilia      | 23   | +46.395   | 10      | 7     |
| 10  | 15 | Simone Grotzkyj     | Phonica Racing                 | Aprilia      | 23   | +49.447   | 14      | 6     |
| 11  | 63 | Zulfahmi Khairuddin | Airasia-Sic-Ajo                | Derbi        | 23   | +51.071   | 15      | 5     |
| 12  | 33 | Sergio Gadea        | Blusens by Paris Hilton Racing | Aprilia      | 23   | +1:00.365 | 12      | 4     |
| 13  | 84 | Jakub Kornfeil      | Ongetta-Centro Seta            | Aprilia      | 23   | +1:00.479 | 16      | 3     |
| 14  | 31 | Niklas Ajo          | TT Motion Events Racing        | Aprilia      | 23   | +1:11.738 | 19      | 2     |
| 15  | 52 | Danny Kent          | Red Bull Ajo MotorSport        | Aprilia      | 23   | +1:13.752 | 23      | 1     |
| 16  | 99 | Danny Webb          | Mahindra Racing                | Mahindra     | 23   | +1:15.357 | 18      |       |
| 17  | 76 | Hiroki Ono          | Caretta Technology             | KTM          | 23   | +1:18.155 | 21      |       |
| 18  | 77 | Marcel Schrötter    | Mahindra Racing                | Mahindra     | 23   | +1:27.900 | 26      |       |
| 19  | 30 | Giulian Pedone      | Phonica Racing                 | Aprilia      | 23   | +1:32.623 | 24      |       |
| 20  | 36 | Joan Perelló        | Matteoni Racing                | Aprilia      | 23   | +1:35.088 | 25      |       |
| 21  | 3  | Luigi Morciano      | Team Italia FMI                | Aprilia      | 22   | +1 giro   | 22      |       |
| 22  | 86 | Kevin Hanus         | Team Hanusch                   | Honda        | 22   | +1 giro   | 29      |       |
| 23  | 56 | Péter Sebestyén     | Caretta Technology             | KTM          | 22   | +1 giro   | 27      |       |
| 24  | 69 | Sarath Kumar        | WTR-Ten10 Racing               | Aprilia      | 21   | +2 giri   | 30      |       |

#### Ritirati
| Nº | Pilota              | Squadra                | Motocicletta | Giri | Griglia |
| -- | ------------------- | ---------------------- | ------------ | ---- | ------- |
| 55 | Héctor Faubel       | Bankia Aspar           | Aprilia      | 19   | 4       |
| 21 | Harry Stafford      | Ongetta-Centro Seta    | Aprilia      | 18   | 17      |
| 53 | Jasper Iwema        | Ongetta-Abbink Metaal  | Aprilia      | 12   | 20      |
| 43 | Francesco Mauriello | WTR-Ten10 Racing       | Aprilia      | 8    | 28      |
| 96 | Louis Rossi         | Matteoni Racing        | Aprilia      | 6    | 13      |
| 23 | Alberto Moncayo     | Andalucia Banca Civica | Aprilia      | 4    | 5       |

#### Non partiti
| Nº | Pilota             | Squadra         | Motocicletta |
| -- | ------------------ | --------------- | ------------ |
| 17 | Taylor Mackenzie   | Phonica Racing  | Aprilia      |
| 19 | Alessandro Tonucci | Team Italia FMI | Aprilia      |